# Cryncus matuga
Cryncus matuga är en insektsart som beskrevs av Otte, D. 1985. Cryncus matuga ingår i släktet Cryncus och familjen syrsor. Inga underarter finns listade i Catalogue of Life.